# نبيب كلوي بعيد
النُبَيب الكلوي البعيد أو الأنبوبة الملتوية البعيدة (بالإنجليزية: distal convoluted tubule (DCT))‏ هي جزء من الوحدة الأنبوبية الكلوية تقع بين التواء هنلي ونظام القنوات الجامعة.

## صور إضافية

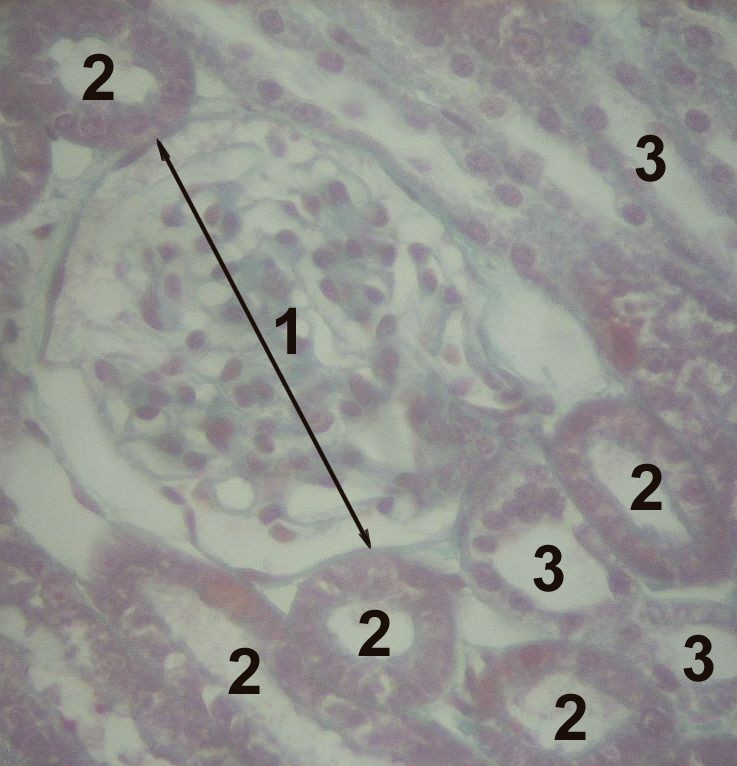
1 كبة, 2 أنبوبة ملتوية قريبة, 3 أنبولة ملتوية بعيدة
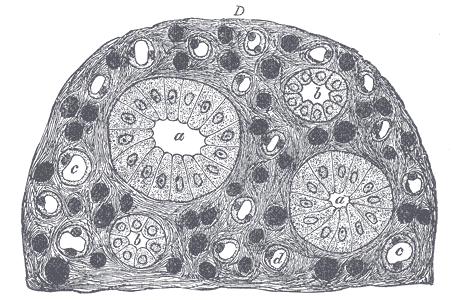
مقطع مستعرض في المادة الهرمية في كلية خنزير، تظهر الأوعية الدموية في الصورة محتقنة.
محفظة الكلية.
رسم توضيحي يظهر حركة الأيونات في الوحدة الأنبوبية الكلوية.

## روابط خارجية
- صورة تشريحية: 35_19 في مركز جامعة أوكلاهوما للعلوم الصحية.
- فسيولوجيا: 7/7ch03/7ch03p18 - أساسيات فسيولوجيا الإنسان
- فسيولوجيا: 7/7ch07/7ch07p14 - أساسيات فسيولوجيا الإنسان
- صور نسيجية: 16004loa — نظام تعلم علم الأنسجة في جامعة بوسطن
- صور نسيجية: 16007loa — نظام تعلم علم الأنسجة في جامعة بوسطن